# Hoikka (sjö i Pieksämäki, Södra Savolax)
Hoikka är en sjö i kommunen Pieksämäki i landskapet Södra Savolax i Finland. Sjön ligger 142,5 meter över havet. Arean är 66 hektar och strandlinjen är 8,11 kilometer lång. Sjön  ingår i Kymmene älvs huvudavrinningsområde.   Den ligger omkring 82 kilometer norr om S:t Michel och omkring 270 kilometer norr om Helsingfors. 